# البنزين في المشروبات الغازية
هو مصدر قلق محتمل بسبب الطبيعة المسرطنة لجزيء البنزين. وهذا التلوث هو أحد شواغل الصحة العامة وقد أحدث ضجة كبيرة بين المدافعين عن البيئة والصحة. ويتم تنظيم مستويات البنزين في مياه الشرب على المستويين الوطني والدولي، وفي زجاجات المياه في الولايات المتحدة، ولكن بشكل غير رسمي فقط في المشروبات الغازية. يتكون البنزين من إزالة الكرفس لحمض البنزويك الحافظة في وجود حمض الاسكوربيك (فيتامين ج) وأيونات المعادن (الحديد والنحاس) التي تعمل كمحفزات، خاصة تحت الحرارة والضوء.

## معلومات تاريخية عن المشروبات الغازية

### 1990
أفادت دراسة أنها عثرت على بنزين في زجاجات من بيريير للبيع في الولايات المتحدة، مما أدى إلى سحب المنتج طواعية. في أوائل التسعينيات، اتصلت صناعة المشروبات الغازية في البداية بإدارة الغذاء والدواء مع القلق بشأن تكوين البنزين في المشروبات الغازية. وبحلول عام 1993، قررت إدارة الغذاء والدواء أن معظم المشروبات كانت قليلة التلوث بالبنزين. في عام 1993، في صيف عام 1998، أظهرت الأبحاث كيف يمكن أن يتكوّن البنزين من حمض البنزويك في وجود فيتامين (c). كما أن هناك العديد من الشركات المصنعة المعروفة جيداً للمشروبات الغازية التي تسحب كميات كبيرة من منتجاتها من البيع بعد اكتشاف تلوث البنزين في بعض مصانع الإنتاج.

### 2005
في نوفمبر 2005 تلقت إدارة الغذاء والدواء نتائج اختبار قام بها مواطنون خاصون بأن البنزين كان يشكل في مستويات منخفضة في عدة أنواع من المشروبات. وفي ديسمبر 2005، نشر المعهد الألماني الاتحادي لتقييم المخاطر (Bundespatritالمؤسسة für Rikobertung) مراجعة لتكوين البنزين المحتمل في الأغذية والمشروبات.

### 2006
في فبراير عام 2006، كشف كيميائي سابق لم يذكر اسمه في إدارة الغذاء والدواء علناً عن احتمال إنتاج البنزين كجزء من التفاعل الكيميائي أثناء إنتاج المشروبات الغازية، وبشكل خاص أولئك الذين لديهم نكهة البرتقال. وبدأت التحقيقات على الفور في وكالة معايير الغذاء (المملكة المتحدة) وفي ألمانيا للكشف بدقة عن كميات البنزين، إن وجدت، التي كانت موجودة، مع العديد من المنظمات الأخرى التي تنتظر نتائجها. وقد أصدرت وكالة معايير الأغذية في المملكة المتحدة نتائج في 31 مارس/آذار عام 2006 لـ 150 مشروبا. وأظهرت نتائجها وجود 43 مشروبا تحتوي على بنزين، أربعة منها تحتوي على مستويات أعلى من معايير منظمة الصحة العالمية لمياه الشرب (10 أجزاء في البليون). وقد تم سحب هذه الأربعة من البيع. وفي أبريل/نيسان عام 2006، أعلنت إدارة الأغذية والأدوية الكورية أنها اكتشفت البنزين في 27 من 30 (90%) من المشروبات الغنية بالفيتامينات في كوريا الجنوبية. وقال إن كمية البنزين المكتشفة - التي تتراوح بين 5.7 و87.8 جزء في المليون - لم تكن ضارة بالبشر، ولكنه نصح مصنعي المشروبات التي تحتوي على أكثر من 10 جزء في المليون من البنزين بأن يتذكروا منتجاتهم طواعية. وأصدرت إدارة الغذاء والدواء نتائج أولية في مايو/أيار عام 2006 عن 100 منتج يبين ذلك العديد من المشروبات الخفيفة تحتوي على مستويات منخفضة. في دراسة النظام الغذائي الشامل التي أجرتها إدارة الأغذية والأدوية في الفترة من 1996 إلى 2001 لتحديد كميات المركبات العضوية المتطايرة في مختلف الأغذية، أكدت إدارة الأغذية والأدوية أن معظم المشروبات تحتوي على مستويات أقل من 5 أجزاء في المليون ولا تشكل أي خطر على المستهلكين. وعلاوة على ذلك، لا توجد معايير للمشروبات غير مياه الشرب والمعبأة. في 9 يونيو عام 2006، أصدرت الصحة الكندية نتائج دراستها لمستويات البنزين في المشروبات. وكان هناك أربعة منتجات من أصل 118 منتجات فوق المبدأ التوجيهي الكندي وهو خمسة ميكروغرامات لكل لتر من البنزين في مياه الشرب (النطاق المتوسط من 6.0 إلى 23.0 ميكروغرام/لتر). وقد وجدت دراسة المتابعة في العام القادم ثلاث عينات فقط بمستويات أعلى هامشيا وخلصت إلى أن متوسط المستويات كان منخفضا جدا. في 24 أغسطس/آب عام 2006، وافق اثنان من مصنعي المشروبات الغازية على تسوية دعوى قضائية جماعية رفعها مجموعة من الآباء في المحكمة العليا في مقاطعة كولومبيا(الشركة الصانعة لشركة Zone Brands Inc).